# 그레우퉁기족

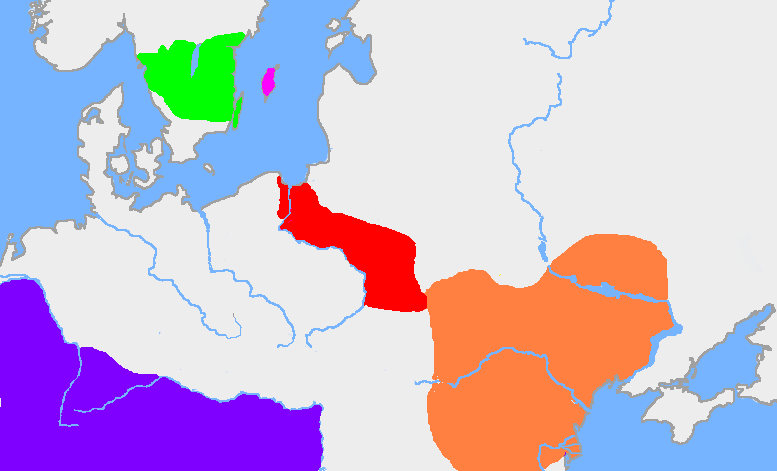

그레우퉁기족(Greuthungi, Greutungi)은 서기 3세기와 4세기에 오늘날의 우크라이나에 위치한 드네스트르강과 돈강 사이에 거주하던 고트족의 일파이다. 이들은 드네스트르강 서쪽에 살던 또 다른 고트 민족인 테르빙기족과 긴밀히 교류하였다. 돈강 가까이 살던 그레우퉁기족보다 동쪽에는 알란족이 인접해 있었다.
4세기 후반 훈족이 유럽 대초원 지역에 도착했을 때 먼저 알란족이 강제로 합류되었고 그 다음에는 그레우퉁기족의 일부가 합류하게 되었다. 이후 알란족과 고트족은 다른 몇몇 동유럽 민족들과 함께 아틸라의 군대의 중요한 구성원이 되었다. 한편 많은 그레우퉁기족은 일부 알란족 및 훈족과 함께 하류 다뉴브강을 건너 테르빙기족의 큰 무리에 합류하였는데, 이들은 376년 로마 제국으로 유입되었다. 이 집단은 378년 아드리아노폴리스 전투에서 제국군을 격파하고 서기 382년에는 로마 제국 내에 정착하는 협정을 맺었다. 제국에 들어오며 고트 부족들의 원래 이름은 더 이상 쓰이지 않게 되었다. 382년의 정착민 중 다수는 알라리크 1세 치하에서 형성된 서고트족의 주요 구성원의 하나였을 것으로 보인다.
6세기의 작가 요르다네스의 "게티카"(Getica)를 해석해 보면, 그레우퉁기족에 대한 직접적 언급은 없지만, 아마 그레우퉁기족은 고트 왕 에르마나리크와, 그리고 아틸라 하의 고트족 중 하나였던 후대의 아말 왕조와 밀접한 연관이 있을 것으로 보인다. 아틸라의 제국이 무너진 이후 아말족은 로마령 발칸 지역에 동고트족의 왕국을 세웠다.